# Dan Bigras
 (novembre 2021).
Si vous disposez d'ouvrages ou d'articles de référence ou si vous connaissez des sites web de qualité traitant du thème abordé ici, merci de compléter l'article en donnant les références utiles à sa vérifiabilité et en les liant à la section « Notes et références ».
Pour les articles homonymes, voir Bigras.
Dan Bigras, né le 23 décembre 1957 à Montréal, est un chanteur, auteur-compositeur, musicien, acteur et réalisateur québécois.

## Biographie

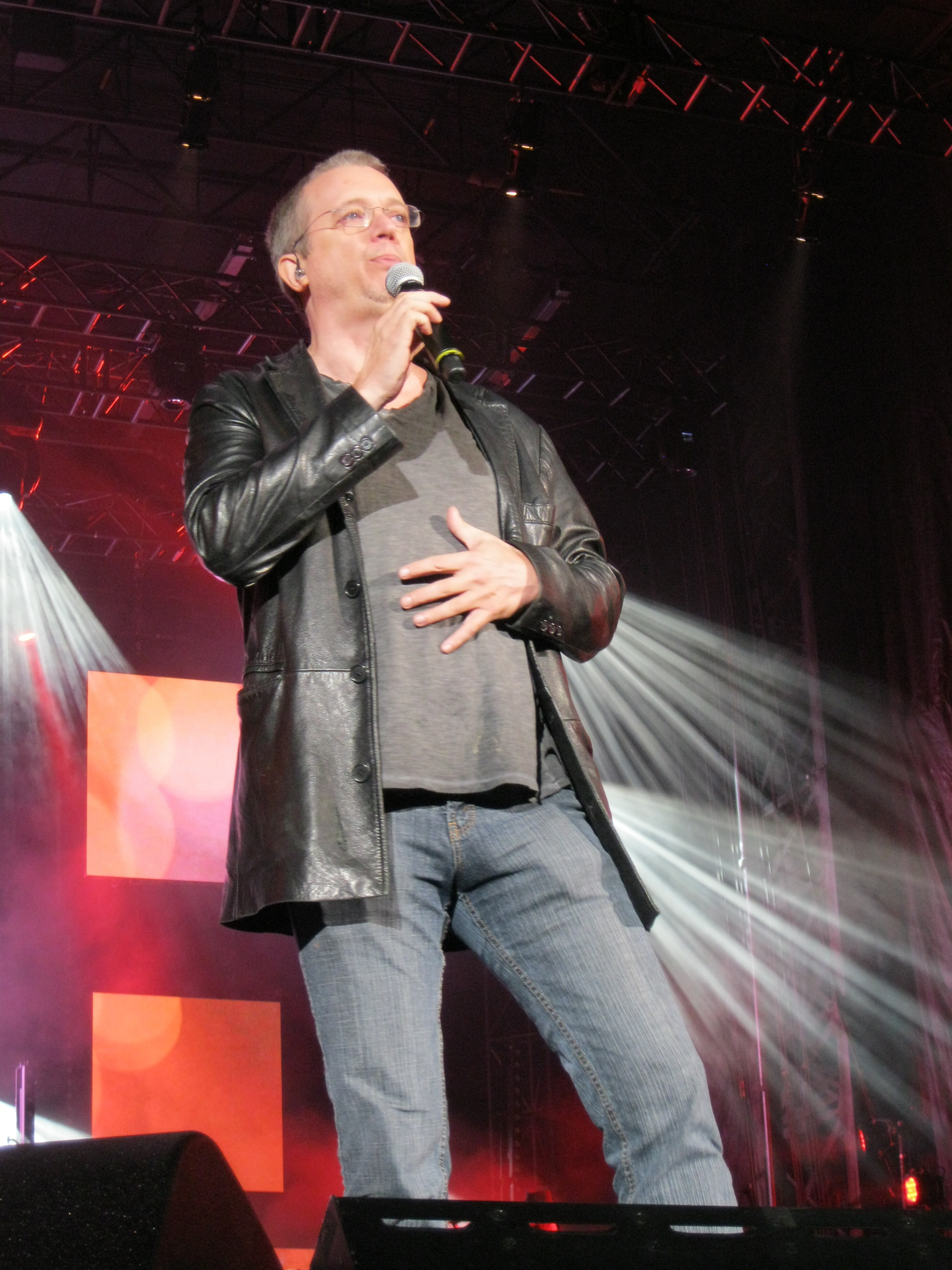
En 2013.

Dan Bigras est le fils de parents psychiatres, Julien (1933-1989) et Mireille Lafortune (1937-1998). Il a deux jeunes frères : Jean-François (1961) et Guillaume (1964-1985). Sa mère est une passionnée de piano et c'est grâce à elle qu'il développe une passion pour cet instrument. Il n'avait que 10 ans lorsque ses parents divorcent. Les trois frères iront vivre un temps chez leur mère pour finalement habiter chez leur père. 
À 16 ans, il quitte la maison pour aller vivre dans la rue et développe des problèmes de consommations de drogues et d'alcool. Il trouve refuge en chantant dans des bars où il est remarqué à Montréal en 1983 par Gerry Boulet. En 1990, il sort son premier album, Ange Animal, produit et réalisé par le parolier Marc Desjardins qui signe d'ailleurs la plupart des textes des chansons. 
Son deuxième album, Tue-moi, connaît un grand succès en 1992 et remporte le Félix de l'album rock au gala de l'ADISQ la même année. La pièce-titre est populaire et son vidéoclip est tourné par le cinéaste Pierre Falardeau .
En 1995, il cesse de consommer de la drogue et voit la naissance de son fils unique Olivier. Il entame sa carrière à la radio comme coanimateur d'un talk-show puis, en 2000, comme acteur dans la série Le Dernier Chapitre à Radio-Canada. Depuis, il multiplie les apparitions dans les séries télévisées et les films. Il a réalisé ses propres films et une série télévisée documentaire, Gang de rue, sur l'intervention sociale où il « coache » des jeunes. Il a aussi participé à la série télévisée Star Académie.
En 2002, il tourne un documentaire avec l'ONF sur les combats extrêmes intitulé Le ring intérieur. Il compose deux ans plus tard la musique du film Elvis Gratton XXX: La Vengance d'Elvis Wong, de Pierre Falardeau. 
Il est le porte-parole du Refuge des jeunes de Montréal, produisant annuellement le spectacle Le show du refuge. Il est également fondateur de la maison de production Disques de l'Ange Animal, créée à Vaudreuil-Dorion en 1994. En 2008, l'année du 400e anniversaire de Québec, il est l'auteur et le lecteur de la dictée des Amériques. En 2017, il publie une autobiographie qui retrace sa vie.
Il est récipiendaire, en 2008, de la Médaille de l'Assemblée nationale.

## Vie privée
Pendant longtemps, il a des problèmes de drogues et d'alcool. Il est maintenant sobre depuis 1995. 
Au moment de son arrêt de drogue et d'alcool, marque aussi la naissance de son fils unique Olivier, né de sa relation avec Geneviève Morin (une artiste peintre).
Il est un cousin de l'animateur et journaliste Alain Gravel.

## Discographie
- 1990 : Ange Animal
- 1992 : Tue-moi
- 1993 : Les Immortelles
- 1995 : Le Fou du diable
- 1997 : Bande sonore du film J'en suis,
- 1998 : Le Chien
- 1999 : 2000 et un enfants
- 2000 : Communio
- 2003 : Bigras 1992/2002 Tout
- 2005 : Fou
- 2008 : Duos de la Tendresse
- 2009 : Bigras Fan
- 2014 : Le Sans Visage
- 2017 : Le Temps des Seigneurs : 25 ans, 25 chansons
- 2020 : Dan Bigras X 4 (live)

## Filmographie

### Acteur
- 1997 : J'en suis
- 2002 : Le Dernier Chapitre, de Luc Dionne (TV).
- 2002 : Le Ring intérieur, de Dan Bigras.
- 2004 : Les Guerriers, de Micheline Lanctôt (TV).
- 2006 : La Rage de l'ange, de Dan Bigras.
- 2006 : René Lévesque, de Giles Walker, dans le rôle de Johnny Rougeau.
- 2011 à 2016 : 30 vies, de Fabienne Larouche (TV), dans le rôle de Richard Sanscartier.
- 2021 : District 31, de Luc Dionne (TV), dans le rôle de Ryan Robin.

### Réalisateur
- 2002 : Le Ring intérieur.
- 2006 : La Rage de l'ange.

## Lauréats et nominations

### Gala de l'ADISQ

#### artistique
| Année | Catégorie                                              | Pour                                   | Résultat   |
| ----- | ------------------------------------------------------ | -------------------------------------- | ---------- |
| 1992  | album de l'année - rock                                | Tue-moi                                | lauréat    |
| 1992  | interprète masculin de l'année                         | Dan Bigras                             | nomination |
| 1993  | chanson populaire de l'année                           | Tue-moi                                | nomination |
| 1993  | interprète masculin de l'année                         | Dan Bigras                             | nomination |
| 1994  | album de l'année - pop/rock                            | Les immortelles                        | nomination |
| 1994  | artiste québécois s'étant le plus illustré hors Québec | Dan Bigras                             | nomination |
| 1994  | interprète masculin de l'année                         | Dan Bigras                             | nomination |
| 1996  | album de l'année - rock                                | Le fou du diable                       | nomination |
| 1996  | auteur ou compositeur de l'année                       | Dan Bigras                             | nomination |
| 1996  | interprète masculin de l'année                         | Dan Bigras                             | nomination |
| 1996  | spectacle de l'année - auteur-compositeur-interprète   | Le fou du diable                       | nomination |
| 1997  | spectacle de l'année - auteur-compositeur-interprète   | Carte blanche à Dan Bigras             | nomination |
| 1998  | album de l'année - bande sonore originale              | Hugues                                 | nomination |
| 1999  | album de l'année - pop/rock                            | Le chien                               | nomination |
| 2000  | album de l'année - enfant                              | 2000 et un enfant                      | lauréat    |
| 2000  | spectacle de l'année - auteur-compositeur-interprète   | Bigras-Jalbert (avec Laurence Jalbert) | nomination |
| 2001  | album de l'année - populaire                           | Communio (avec Laurence Jalbert)       | nomination |
| 2006  | album de l'année - pop-rock                            | Fou                                    | nomination |
| 2009  | album de l'année - populaire                           | Duos de la tendresse                   | nomination |

#### industriel
| Année | Catégorie                          | Pour                                               | Résultat   |
| ----- | ---------------------------------- | -------------------------------------------------- | ---------- |
| 1992  | réalisateur de disque de l'année   | Dan Bigras pour Tue-moi                            | nomination |
| 1994  | réalisateur de disque de l'année   | Dan Bigras pour Jézabel de Gerry Boulet            | nomination |
| 2000  | scripteur de spectacles de l'année | Dan Bigras et Laurence Jalbert pour Bigras-Jalbert | nomination |
| 2006  | site internet de l'année           | Gestion Dan Bigras pour www.danbigras.com          | lauréat    |